# Khachenaget
Il Khachenaget è un fiume della regione del Nagorno-Karabakh, in Azerbaigian.
Nasce nei pressi del monte Khodjasar (2389 m) nel distretto di Kəlbəcər (ex regione di Martakert), quasi al confine con la ex regione di Shahumian, e sviluppa il suo percorso in modo piuttosto lineare verso est rappresentando per molti chilometri il confine tra le ex regioni di Martakert e di Askeran, nell'attuale distretto di Xocalı.
Termina il suo percorso nel canale del Karabakh superiore (canale di Mingachevir) dove arriva con una portata di acqua piuttosto ridotta in quanto emissario del bacino artificiale di Kachen.
Nel suo tratto iniziale il corso del fiume ha scavato profonde gole; pochi chilometeri dopo la sorgente costeggia il sovrastante Monastero di Gandzasar (sponda sinistra), più avanti il monastero di Berdavank (sponda destra) e, oltre il lago artificiale, quello di Tarnagyut (sempre sulla destra).